# Theoni Pappas
Theoni Pappas (1944) é uma matemática estadunidense, professora de matemática conhecida por seus livros e calendários sobre matemática popular .
Pappas é graduada pela Universidade da Califórnia em Berkeley, com um mestrado na Universidade Stanford. Tornou-se professora de matemática do ensino médio em 1967.

## Livros selecionados
- Mathematics Appreciation (1986)[3]
- The Joy of Mathematics (1986)[4]
- Greek Cooking for Everyone (with Elvira Monroe, 1989)
- Math Talk: Mathematical Ideas in Poems for Two Voices (1991)[5]
- More Joy of Mathematics: Exploring Mathematics All around You (1991)[6]
- Fractals, Googols, and Other Mathematical Tales (1993)
- The Magic of Mathematics: Discovering the Spell of Mathematics (1994)[7]
- The Music of Reason: Experience the Beauty of Mathematics through Quotations (1995)[8]
- Math for Kids & Other People Too! (1997)[9]
- The Adventures of Penrose: The Mathematical Cat (1997)[10]
- Mathematical Scandals (1997)[11]
- Math-a-Day: A Book of Days for Your Mathematical Year (1999)[12]
- Mathematical Footprints: Discovering Mathematical Impressions All around Us (1999)[13]
- Math Stuff (2002)[14]
- Further Adventures of Penrose the Mathematical Cat (2004)[15]
- Mathematical Snippets: Exploring Mathematical Ideas in Small Bites (2008)[16]
- Numbers and Other Math Ideas Come Alive (2012)[17]
- Do the Math! Math Challenges to Exercise Your Mind (2015)[18]
- More Math Adventures with Penrose the Mathematical Cat (2017)
- Mathematical Journeys: Math Ideas and the Secrets They Hold (2021)

Além disso, escreveu uma série de calendários anuais de matemática em várias edições.